# It’s Too Late (песня Кэрол Кинг)
«It’s Too Late» — песня из второго студийного альбома американской певицы и автора-исполнителя Кэрол Кинг Tapestry (1971). Слова песни написал Тони Стерн, а музыку — Кинг. Песня была выпущена в качестве сингла в апреле 1971 года на лейбле Ode Records и заняла первое место в чартах Billboard Hot 100 и Adult Contemporary. Позднее песня получила платиновый сертификат Американской ассоциации звукозаписывающей индустрии (RIAA). Billboard назвал «It’s Too Late» и его коллегу с А-сайда, «I Feel the Earth Move», пластинкой № 3 за 1971 год.
Песня получила премию «Грэмми» в номинации «Запись года» на 14-й ежегодной церемонии вручения премии «Грэмми» в 1972 году, а также включена в список 500 величайших песен всех времён по версии журнала Rolling Stone. В 2003 году песня была включена в Зал славы «Грэмми».

## Композиция
В тексте песни описывается безупречный конец любовных отношений. Музыкальный критик Дэйв Марш усмотрел в этом скрытый феминизм, поскольку женщина уходит от мужчины. Марш также отметил зрелость темы. Музыкальный критик Роберт Кристгау написал, что «если и есть более правдивая песня о расставании, чем „It’s Too Late“, то мир (или, по крайней мере, радио AM) к ней не готов». Марш описал мелодию как Tin Pan Alley, а аранжировку — как нечто среднее между лёгким джазом и «мастерством студии Лос-Анджелеса». "Rolling Stone отметил, что «тёплое, искреннее пение» Кэрол Кинг в этой песне подчёркивает её грусть. По мнению автора Джеймса Перона, ощущение песни усиливается благодаря инструментальной работе Дэнни Кортчмара на гитаре, Кертиса Эми на саксофоне и Кинга на фортепиано. Кортчмар и Эми исполнили по инструментальному соло. Cash Box описал песню как «чувствительную балладу с сильным рок-битом». Record World сказал, что это «качественный современный поп».
Автор текста Тони Стерн рассказала автору Шейле Веллер, что написала текст за один день, после того как её отношения с Джеймсом Тейлором закончились.

## Отзывы
Джефф Каллман в своей рецензии в AllMusic отметил, что «Возможно, её соавтору Тони Стерну потребовались слова, чтобы выразить это чувство, и, возможно, это самый спокойный пример голубоглазого ритм-энд-блюза на грани джаза того времени, но распад брака Кэрол Кинг и её давнего партнёра по сочинительству Джерри Гоффина не мог бы получить более подходящего прочтения, чем это. Распад брака редко порождал столь человечные песни с таким искренним чувством тоски. Здесь нет ни жажды мести, ни искушения разгневаться; есть только сожаление». В итоге своей ретроспективной рецензии в 2021 году Каллман заключил, что и «Полвека спустя вы все ещё верите каждому слогу из уст Кинг, когда она поёт: „И все же я рада тому, что у нас было, и тому, как я когда-то любила тебя“. Конечно, она поёт это двустишие так твёрдо, что вы не можете поверить в обратное». Пенни Валентайн написал в Sounds, что «этот трек заслуживает всяческих похвал. Один из немногих, написанных не только Кэрол — в сотрудничестве с Тони Стерном он действительно прекрасен, с не загроможденным фортепиано и ритм-секцией. А голос этой девушки — настоящая радость».

## Награды и признание
Песня получила премию «Грэмми» в номинации «Запись года» на 14-й ежегодной церемонии вручения премии «Грэмми» в 1972 году, а сама песня вошла в список 500 величайших песен всех времён по версии журнала Rolling Stone. В 2003 году песня была включена в Зал славы «Грэмми».

## Саундтреки
Песня «It’s Too Late» звучала в голливудских фильмах, включая «Фанданго» (1985), «Дом у озера» (2006) и «Преодоление» (2006). Она также звучала в «Jagged Little Tapestry», эпизоде шестого сезона телесериала «Хор» в 2015 году, где её исполнили Курт Хаммел (Крис Колфер) и Блейн Андерсон (Даррен Крисс).

## Чарты
| Чарт (1971)                                    | Высшая позиция |
| ---------------------------------------------- | -------------- |
| Австралия (ARIA Charts)                        | 6              |
| Канада (Top Singles, RPM)                      | 1              |
| Канада (Adult Contemporary, RPM)               | 2              |
| Ирландия (The Irish Charts)                    | 8              |
| Новая Зеландия (Listener)                      | 6              |
| Великобритания (UK Singles Chart)              | 6              |
| США (Billboard, Hot 100)                       | 1              |
| США (Hot Adult Contemporary Tracks, Billboard) | 1              |
| США (Cash Box Top 100)                         | 1              |

| Чарт (1972)                                 | Высшая позиция |
| ------------------------------------------- | -------------- |
| США (Bubbling Under the Hot 100, Billboard) | 108            |

| Чарт (1971)               | Позиция |
| ------------------------- | ------- |
| Австралия (ARIA Charts)   | 33      |
| Канада (Top Singles, RPM) | 5       |
| США (Billboard Hot 100)   | 3       |
| США (Cash Box Top 100)    | 2       |

| Чарт (1958—2018)      | Позиция |
| --------------------- | ------- |
| США Billboard Hot 100 | 250     |

## Сертификации
| Регион                                                                      | Сертификация | Продажи   |
| --------------------------------------------------------------------------- | ------------ | --------- |
| Великобритания (BPI)                                                        | Серебряный   | 200 000   |
| США (RIAA)                                                                  | Платиновый   | 1 000 000 |
| Данные о продажах + прослушиваниях приведены только на основе сертификации. |              |           |

## Версия Глории Эстефан
Американокубинская певица и автор песен Глория Эстефан выпустила свою кавер-версию песни «It’s Too Late» в 1995 году в качестве третьего промо-сингла (в США) и четвёртого общего сингла, выпущенного с её четвёртого студийного альбома Hold Me, Thrill Me, Kiss Me (1994). Он был спродюсирован Эмилио Эстефаном-младшим, Хорхе Касасом и Клэем Оствальдом и выпущен в мае 1995 года лейблом Epic Records.

### Отзывы
Редактор AllMusic Эдди Хаффман в своей рецензии на альбом Hold Me, Thrill Me, Kiss Me описал версию Эстефан как «[момент] подлинного пафоса». Стив Балтин из Cash Box посчитал, что певица «достойно справляется с вокалом, но это одна из тех песен, которые все считают своими. Поэтому её лучше оставить в покое». Чак Кэмпбелл из Knoxville News Sentinel оценил её как «точный» ремейк хита Кэрол Кинг 1971 года, «хотя навязчивое соло Тима Митчелла на электрогитаре — нежелательное дополнение». Фил Шенклин из ReviewsRevues отметил, что голос Кинг обладает той же теплотой, что и голос Эстефан. Тони Кросс из Smash Hits поставил версии Эстефан два балла из пяти, написав, что «Гло проделала отличную работу, немного подправляя её».

### Официальные версии
1. Альбомная версия — 3:57
2. Фортепианный микс — 3:38
3. Радиомикс mix — 3:19

### История релиза
| Регион | Дата         |
| ------ | ------------ |
| США    | 9 мая 1995   |
| Европа | 12 июня 1995 |

### Чарты
| Чарт (1995)                                    | Высшая позиция |
| ---------------------------------------------- | -------------- |
| Австралия (ARIA)                               | 56             |
| США (Hot Adult Contemporary Tracks, Billboard) | 31             |
| США (AC Top 30, R&R)                           | 13             |

| Чарт (1995)          | Позиция |
| -------------------- | ------- |
| США (AC Top 30, R&R) | 46      |

## Другие версии
Многие музыканты создали свои версии песни «It’s Too Late».

### The Isley Brothers
В 1972 году группа The Isley Brothers включила свою версию песни в альбом Brother, Brother, Brother. Эндрю Хэмильтон отметил в AllMusic, что «Их исполнение песни Кэрол Кинг „It’s Too Late“ соперничает с оригиналом; Рон Айсли исполняет эту нежную балладу более мягким голосом, чем на предыдущих записях». The Isley Brothers были большими поклонниками Кэрол Кинг, и помимо «It’s Too Late» они исполняют ещё две песни Кинг, «Brother, Brother» и «Keep on Walkin'»; последняя сочетается с «Sweet Season». Их версия поднялась на 39-е место в Hot R&B/Hip-Hop Songs.

### The Stylistics
В 1972 году ещё одну версию записала группа The Stylistics. В AllMusic отметили, что «В исполнении вокального квинтета классическая песня Кэрол Кинг „It’s Too Late“ не взлетает и не падает — она просто успокаивает, несмотря на роковую лирику».

### Джон Пол Янг
В 1981 году певец Джон Пол Янг разместил кавер песни в альбоме The Singer.

### Люси Дакус
В 2022 году Люси Дакус записала свою версию песни «It’s Too Late» вместе с кавером другого трека из Tapestry «Home Again».